# Château de Dromesnil
Le château de Dromesnil est une propriété privée située sur le territoire de la commune de Dromesnil, dans le département de la Somme à l'ouest d'Amiens.

## Historique

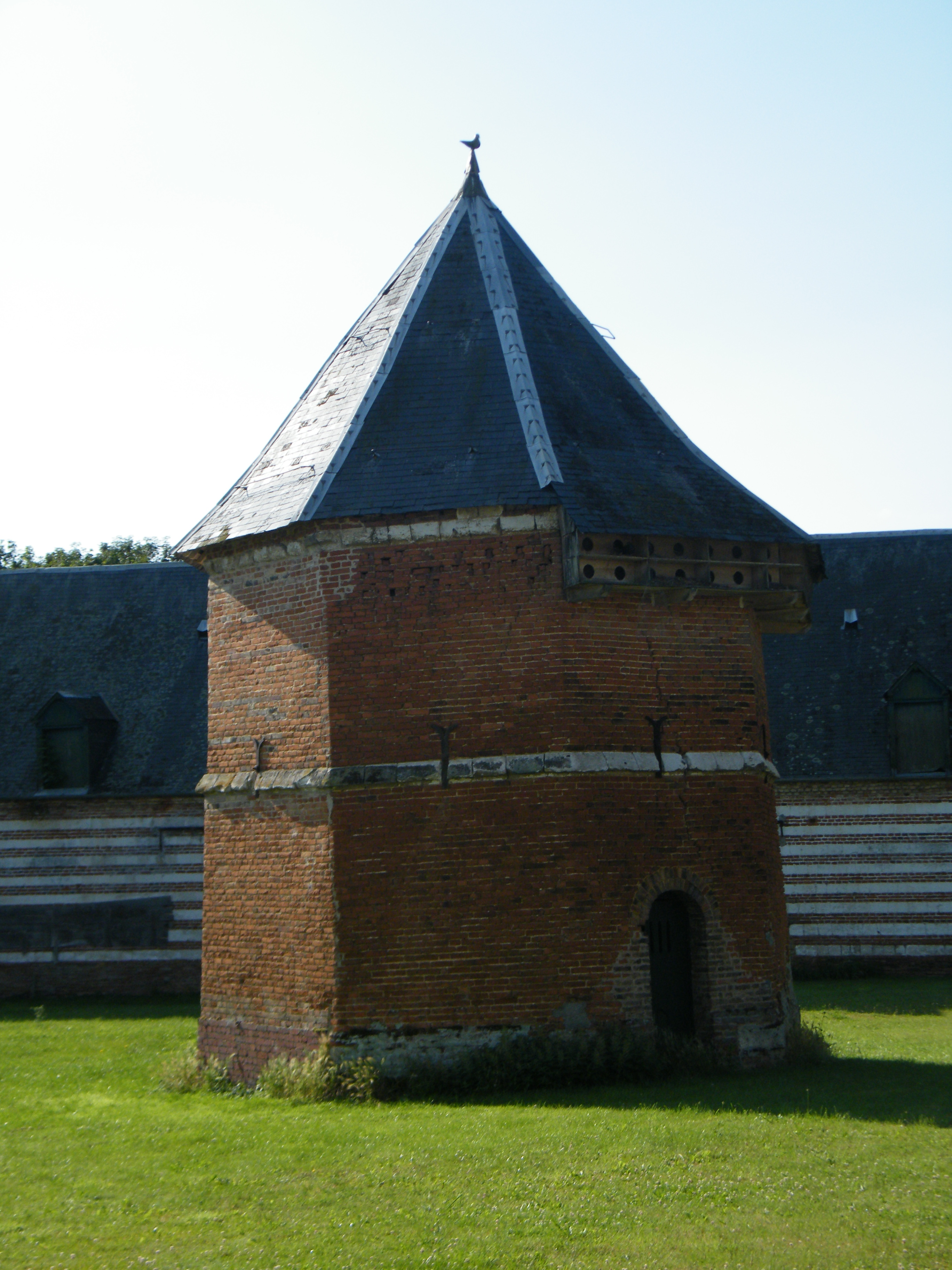

Au Moyen Âge, un château existait à Dromesnil. Au XVe siècle, il fut reconstruit après la guerre de Cent Ans. 
Démoli en 1750, il fut remplacé par l'édifice actuel en 1752.
Le château de Dromesnil tel qu'il est parvenu jusqu'à nous a été construit au milieu du XVIIIe siècle et remanié au XIXe. La seigneurie de Dromesnil fut érigée en marquisat pour la famille d'Hallencourt qui posséda le château jusque 1749. Il devint ensuite la propriété de la famille Roussel de Belloy puis de la famille de Beauvillé, en 1884. Les armoiries des familles Roussel de Belloy et de Béry d'Essertaux sculptées sur le fronton ont été martelées à la Révolution française.
Le 8 juin 1940, les abords du château de Dromesnil et de son parc furent le théâtre d'un épisode tragique de la bataille de France. À proximité du saut de loup qui marque la limite du parc, des tirailleurs sénégalais de la 5e division d'infanterie coloniale furent massacrés par l'armée allemande,. Une stèle rappelle ce tragique événement à l'endroit où furent retrouvés les cadavres.
Le château est protégé au titre des monuments historiques : classement par arrêté du 23 octobre 1980. La ferme attenante et le colombier sont protégés au titre des monuments historiques : inscription par arrêté du 23 octobre 1980.

## Caractéristiques
Le château est une construction de brique et pierre composé d'un corps de logis central avec deux ailes en retour. 
Il s'élève sur trois niveaux dont un en sous-toiture. Le pavillon central est surmonté d'un fronton triangulaire. L'avant-corps en pierre du pavillon central est appareillé à refend.
L'intérieur  est composé, entre autres, d'un  grand salon au décor de style Louis XVI avec deux consoles en marbre et d'un petit salon au rez-de-chaussée.

### Parc
Le parc à l'arrière du château est constitué d'une futaie de hêtres majestueux.